# Pimiento paprika
A pimiento paprika (Latin: Capsicum annuum) jellegzetesen sárga húsú, harang alakú csemegepaprika. Spanyolországban termesztik, és ott is készítik belőle a róla elnevezett pimientót.
A kicsumázott fél paprikákat alufólián 20 percig sütik a sütőben, amíg a bőrük meg nem feketedik. Kivéve szorosan a fóliába takarják őket 15–20 percre. Ezalatt nemcsak kihűlnek, de a keletkező gőz fel is lazítja a bőrüket, ami így könnyen leszedhető a húsukról. A sült, bőrétől megfosztott, kimagozott paprika a pimiento.